# أسبوع الوحدة الإسلامية
أسبوع الوحدة الإسلامية هو عبارة عن فكرة وأطروحة نادى بها روح الله الخميني الزعیم الفقید للجمهوریة الإسلامیة الإیرانیة، عندما رأي أنّ الطوائف الإسلامية اختلفت في رواياتها وتأكيدها لتاريخ مولد النبي محمد، فكانت الأولى في 12 من شهر ربيع الأول - وهو رأي أهل السنة - والثانية في 17 من شهر ربيع الأول - وهو رأي أغلب الشيعة -، ولكي تبدأ وحدة المسلمين من اختلافهم هذا، ويكون اختلافهم في تحديد تاريخ المولد النبوي الشريف مبعثا لائتلاف المسلمين ووحدتهم، كانت له أطروحة أسبوع الوحدة الإسلامية.

## تاريخ
طرحت فكرة أسبوع الوحدة الإسلامية لأول مرة من قبل المرشد الأعلى للثورة الإسلامية آية الله علي خامنئي خلال أيام نفيه من قبل النظام البهلوي قبلَ انتصار الثورة الإسلامية في إيران إلى مدينة إيران شهر في محافظة سيستان وبلوشستان الإيرانية والتي يسكنها أكثرية سنيّة بلوشيّة وأقلية شيعة فارسية. يذكر علي الخامنئي تشكيل فكرة أسبوع الوحدة هكذا:«أنا شخصياً كنت منفيّاً إلى بلوشستان. لم تكن الأجهزة الأمنية تريد أن نمارس أي مسعى؛ لكن في الوقت ذاته قلنا فلنَقُم بعمل نظهر من خلاله الوحدة بين الشيعة والسنّة في هذه المدينة؛ فخطرت على بالنا قضية أسبوع الوحدة - ولادة النبي الأكرم في 12 ربيع الأول حسب رواية أهل السنّة وفي 17 ربيع الأول حسب رواية الشّيعة- وقُمنا بإجرائها بشكل عملي في إيران شهر؛ أي أنّنا احتفلنا من الثاني عشر حتى السابع عشر من ربيع الأول. لقد كان هذا فكراً عميقاً، ليس وليد اليوم والبارحة.»
وبعد انتصار الثورة الإسلامية في إيران طرحت هذه القضية من قبل الجمهورية الإسلامية في إيران وتم اتخاذ القرار بإقامة مؤتمر الوحدة الإسلامية في هذا الأسبوع. كانت منظمة الإعلام الإسلامي هي من ترعى المؤتمر حتى عام 1990 وأقامت المؤتمر الأول حتى المؤتمر الرابع. بعد ذلك وتزامنا مع تأسيس المجمع العالمي للتقريب بين المذاهب الإسلامية خولت مهمة إقامة هذا المؤتمر إلى المجمع.

## دوره في العالم الإسلامي
قد كان هذا الأسبوع مناسبة للمسلمين على اختلاف طوائفهم ومذاهبهم، ومحطة تلاقٍ بين أبناء الدين الواحد، ونقطة التقاء فكري وتعايش سلمي حضاري فيما بينهم. قد لاقت هذه الفكرة فيما بعد وإلى الآن رواجا في مختلف الدول الإسلامية بل والدول العالمية أيضا، فالندوات والمؤتمرات تُقام في كل عام وفي أكثر من بقعة من أرجاء العالم، ويشارك فيها المسلمون بمختلف مدارسهم العقائدية والفكرية، بل ويعرضون أطروحاتهم الفلسفية والفكرية لمناقشتها وأخذ ما يفيد المسلمين ويعمل على توحيدهم، ومن أهم الفعاليات المقامة بمناسبة أسبوع الوحدة: المؤتمر السنوي الدولي لأسبوع الوحدة الإسلامية الذي ينعقد في طهران.

## الوصلات داخلیة
- الوحدة الإسلامية
- المولد النبوي

## الوصلات خارجیة
- التقريب بين المذاهب الإسلامية[وصلة مكسورة]
- وكالة أنباء التقريب(TNA)